# Мяркис

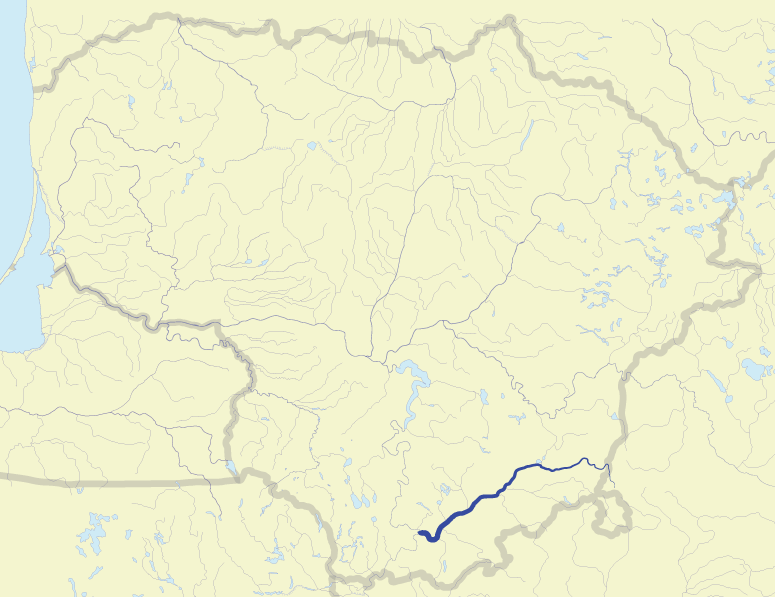
Мяркис на карте Литвы и северо-западной Белоруссии

Мярки́с (лит. Merkys, бел. Мяркі́с, Мерычанка) — река на юго-востоке Литвы, правый приток реки Неман.
Истоки реки расположены на Ошмянской возвышенности в Белоруссии, у самой границы с Литвой. Впадает в Нямунас у населённого пункта Мяркине, в 20 км к северо-востоку от города Друскининкай. Река в верховьях и низовьях извилиста, общая длина составляет 206 км, из них на территории Литвы — 190 км. Площадь бассейна 4440 км², расход воды в 14 км от устья 35,2 м³/сек, наибольший — до 49,8 м³/сек.. Высота устья — 71,7 м над уровнем моря.
Питание Мяркиса смешанное, преимущественно за счёт грунтовых вод. Половодье — с марта по май. Река замерзает в декабре, в марте начинается ледоход. Лёд на реке неустойчив. Меркис использовался раньше для сплава леса, судоходство хозяйственного значения не имеет. Русло в верховьях и низовьях извилистое, в пределах Белоруссии канализовано.
Основные притоки:
Левые: Ула, Скроблус, Шальчя, Груда, Дуобупис.
Правые: Варене, Спянгла, Гялужа, Лукна.